# Inermocoelotes halanensis
Espèce
Synonymes
- Eurocoelotes halanensis Wang, Zhu & Li, 2010

Inermocoelotes halanensis est une espèce d'araignées aranéomorphes de la famille des Agelenidae.

## Distribution
Cette espèce est endémique de Croatie.

## Description
La femelle holotype mesure 10,9 mm.

## Étymologie
Son nom d'espèce, composé de halan et du suffixe latin -ensis, « qui vit dans, qui habite », lui a été donné en référence au lieu de sa découverte, Halan.

## Publication originale
- Wang, Zhu & Li, 2010 : A review of the coelotine genus Eurocoelotes (Araneae: Amaurobiidae). Journal of Arachnology, vol. 38, no 1, p. 79-98 (texte intégral).